# حسين أباد سر كازة (بنستان)
حسین أباد سر کازة (بالفارسية: حسین‌آباد سرکازه) هي قرية تقع في إيران في قسم بنستان الريفي. يقدر عدد سكانها بـ 109 نسمة .